# Akmal Ikramov
Akmal Ikramovitj Ikramov (ryska: Акмаль Икрамович Икрамов), född 1898 i Tasjkent, död 15 mars 1938 i Kommunarka, Moskva, var en sovjetisk bolsjevikisk politiker från Uzbekistan. Han var åren 1929–1937 förste sekreterare för det uzbekiska kommunistpartiets centralkommitté.
I samband med den stora terrorn greps Ikramov i september 1937 och åtalades vid den tredje och sista Moskvarättegången för att ha stött kontrarevolutionär verksamhet. Han dömdes till döden och avrättades genom arkebusering.